# تدی بارتوش
تدی بارتوش (انگلیسی: Teddy Bartouche؛ زادهٔ ۱۲ نوامبر ۱۹۹۷) بازیکن فوتبال است.